# Kagote
Kagote är ett periodiskt vattendrag i Burundi.   Det ligger i provinsen Kayanza, i den centrala delen av landet, 60 kilometer nordost om huvudstaden Bujumbura.
Omgivningarna runt Kagote är en mosaik av jordbruksmark och naturlig växtlighet. Runt Kagote är det tätbefolkat, med 397 invånare per kvadratkilometer.